# الکساندر سوسنین
الکساندر الکساندرویچ سوسنین (روسی: Александр Александрович Суснин؛ ۱۳ نوامبر ۱۹۲۹–۱۵ ژوئیه ۲۰۰۳) بازیگر سینمای اتحاد جماهیر شوروی و روسیه بود. از فیلم‌هایی که وی در آنها ایفای نقش کرده بود می‌توان به فیلم در باکو باد می‌وزد اشاره نمود.